# Outeiro (Bragança)
Outeiro ist eine Gemeinde (Freguesia) im portugiesischen Kreis Bragança. In ihr leben 234 Einwohner (Stand 19. April 2021).
Bedeutend ist die Christusbasilika als Wallfahrtskirche.